# Sam McCarthy
Sam McCarthy (* 15. März 2002 in den Vereinigten Staaten) ist ein US-amerikanischer Filmschauspieler, der für seine Rolle als Charlie Harding in der für Netflix produzierten Serie Dead to Me bekannt ist.

## Leben und Wirken
McCarthy wurde als Sohn des Schauspielers Andrew McCarthy und Carol Schneider geboren. Seine erste Rolle spielte er in der ABC-Serie The Family im Jahr 2016, in der er die junge Ausgabe der Figur Hank, gespielt von seinem Vater, darstellte. Sein Spielfilmdebüt feierte er 2018 in All These Small Moments, welcher auf dem Tribeca Filmfestival Weltpremiere und Anfang November auf dem 67. Internationalen Filmfestival Mannheim-Heidelberg Deutschlandpremiere feierte. Seit 2018 ist er in der Fernsehserie Condor zu sehen, seit 2019 in einer Hauptrolle in der Serie Dead to Me.

## Filmografie (Auswahl)
- 2016: The Family (Fernsehserie, Folge 1.05: I Win)
- 2016 & 2018: The Blacklist (Fernsehserie, Folge 4.07: Dr. Adrian Shaw (Nr. 98) – Teil 1 & Folge 5.13: Die unsichtbare Hand (Nr. 63))
- 2018: All These Small Moments
- seit 2018: Condor (Fernsehserie)
- 2019–2022: Dead to Me (Fernsehserie, 30 Folgen)
- 2025: Gänsehaut – Die verschwundenen Kinder (Fernsehserie, 8 Folgen)